# Doku
Doku betecknar dels Insamlingsstiftelsen Doku, dels en Facebooksida och en webbplats doku.nu, som drivs av den stiftelsen.

## Verksamhet
Doku har som syfte att med undersökande journalistik bevaka och sprida kunskap om våldsbejakande radikal islamism ur ett svenskt perspektiv. Målet är att skapa en djupare insikt och förståelse i samhället för hur den våldsbejakande/radikala islamistiska miljön fungerar och tar sig uttryck. 
Enligt styrelseledamoten Sofie Löwenmark beskylls medarbetarna alltmer sällan för islamofobi. I den utsträckning det sker kan sådana beskyllningar huvudsakligen spåras till grupper som Doku granskar eller personer från Sveriges extremvänstermiljö.

## Bakgrund
Doku har inspirerats av Expo som granskar högerextremister men Doku granskar istället islamister.
Doku startades sommaren 2018 och är partipolitiskt och religiöst obundet.

## Distribution
Förutom på den egna webbplatsen har resultaten av Dokus undersökningar presenterats direkt i pressen, bland annat i samarbete med tidningen Expressen.

## Organisation
Stiftelsen leds av en styrelse med Borås-advokaten Peter Gustavsson som ordförande. Övriga medlemmar är journalisterna Anna-Lena Lodenius, Magnus Sandelin och Sofie Löwenmark samt litteraturvetaren och kulturskribenten Johan Lundberg.[när?] 
Webplatsen har utgivningsbevis från Myndigheten för press, radio och TV och lyder under yttrandefrihetsgrundlagen. Ansvarig utgivare är (2025) Sofie Löwenmark.

### Finansiering
Insamlingsstiftelsen finansierar verksamheten, som är helt beroende av frivilliga bidrag.